# 톰 베렌저
톰 베런저(Tom Berenger, 영어 발음: /ˈbɛ(ə)rəndʒər/, 1949년 5월 31일 ~ )는 미국의 배우이다.

## 출연 작품

### 영화
- 은밀한 거래 (1980)
- 플래툰 (1986) - 밥 반스 하사 역
- 위험한 연인 (1987) - 마이크 키건 형사 역
- 디어 아메리카 (1987, Dear America: Letters Home from Vietnam)
- 25시의 추적 (1988) - 조너선 녹스 역
- 마피아 신부 (1988, Last Rites)
- 배신의 계절 (1988)
- 가면의 정사 (1991)
- 엣 플레이 인 더 필즈 오브 더 로드 (1991)
- 스나이퍼 (1993)
- 슬리버 (1993) - 잭 랜스퍼드 역
- 게티스버그 (1993)
- 메이저 리그 2 (1994)
- 체이서 (1994)
- 라스트 도그맨 (1995) - 루이스 게티스 역
- 복수의 천사 (1995, The Avenging Angel)
- 보디 체크 (1995, Body Language)
- 백색지대 (1996)
- 지옥의 정사 (1996, An Occasional Hell) - 어니스트 더월트 박사 역
- 진저브레드 맨 (1998)
- 샤도우 다우트 (1998, Shadow of Doubt)
- 머더 오브 크로우 (1999, A Murder of Crows) - 클리퍼드 두보스 역
- 터뷸런스 2 (1999, Turbulence 2: Fear of Flying)
- 디플로메틱 시즈 (1999, Diplomatic Siege)
- 스파이 인 노스코리아 (1999, In the Company of Spies)
- 원 맨 히어로 (1999, One Man's Hero)
- 컷어웨이 (2000)
- 테이크다운 (2000)
- 트레이닝 데이 (2001) - 스탠 거스키 역
- 트루 블루 (2001, True Blue)
- 워치타워 (2001, Watchtower)
- 할리우드 게임 (2001, The Hollywood Sign)
- 디-톡스 (2002)
- 스나이퍼 2 (2002) - 토머스 베킷 역
- 조나단 투미의 크리스마스 기적 (2007)
- Amber Alert: Terror on the Highway - 라슨 역
- 스틸레토 (2008, Stiletto)
- Charlie Valentine (2009)
- 인셉션 (2010) - 피터 브라우닝 역
- 스모킹 에이스 2 (2010)
- 복수자 (2010) - 워든 역
- 시너스 앤 세인츠 (2010, Sinners and Saints) - 트레이핸 반장 역
- Last Will (2011)
- 브레이크 (2012) - 벤 레이놀즈 역
- War Flowers (2012) - 매킨타이어 장군 역
- 더 타겟 (2014)
- 론섬 도브 처치 (2014, Lonesome Dove Church) - 존 역
- 배드 컨트리 (2014, Bad Country) - 루틴 역
- 스나이퍼 레거시 (2014, Sniper: Legacy)
- 임팩트 어스 (2015, Impact Earth)
- 캅스 앤 로버스 (2017, Cops and Robbers)
- 벌지대전투 지옥의 사수작전 (2018) - 매컬리 소령 역
- 스나이퍼: 암살자의 최후 (2020) - 토머스 베킷 역

### 텔레비전
- 러프 라이더스 (1997, Rough Riders)
- 인투 더 웨스트 (2005)
- 나이트메어 앤 드림스케이프 (2006)
- 옥토버 로드 (2007-08)
- 햇필드 앤 맥코이 (2012, Hatfields & McCoys)